# Action Press
Action Press (Eigenschreibweise action press) ist eine 1970 gegründete Bildagentur mit Sitz in Hamburg. Sie zählt mit einem Bestand von über 200 Millionen Bildern (Stand: Mai 2023) zu den zehn größten Bildagenturen der Welt.

## Geschichte
Die Fotoagentur action press wurde am 13. November 1970 vom Hamburger Polizei-Reporter Peter Reinke und dem Fotografen Hartmut Doerk gegründet. 1998 kaufte Moritz Hunzinger sie für umgerechnet 20 Millionen Euro für die infas Holding AG, die sie wiederum 2016 an SilverHub Media in London veräußerte. Seit 2018 ist action press eigenständig und in privater Hand. Der langjährige Geschäftsführer Ulli Michel war alleiniger Gesellschafter. Im August 2020 trat Hunzinger in den Gesellschafterkreis ein und führt gemeinsam mit Michel die Agentur. Beide bilden seitdem den Vorstand der neu gegründeten Obergesellschaft, der action press AG mit Sitz in Frankfurt am Main und zählen zu deren Großaktionären. Seit dem 27. Mai 2021 wurde die action press AG in den Freiverkehr der Börse Düsseldorf einbezogen und plante den Wechsel in den Primärmarkt der Börse Düsseldorf. Am 2. September 2021 meldete die action press AG, dass sie rückwirkend zum 1. August 2021 die Bildagenturgruppe ddp (Hamburg) übernommen und vollständig integriert hat.

## Arbeit
Mit Stand von August 2021 hat action press nach eigener Auskunft rund 160 Millionen digitalisierte Bilder archiviert; inzwischen werden bis zu 50.000 Bilder pro Tag verschlagwortet.
action press bietet als Bildagentur redaktionelle Dienstleistungen für Medienkunden, organisiert nationale und internationale Fotoaufträge, Fotoshootings, Reportagen sowie Videoproduktionen für Unternehmen. Die Bildagentur liefert Inhalte an Kunden aus verschiedenen Bildsammlungen, wie z. B. Nachrichten, Sport, Persönlichkeiten, Funktionen, Reise-, Geschäfts-, Reportage-, Lifestyle-, historische oder Bestandsbilder; und Online-Bildarchive. Das Unternehmen bietet außerdem Event-, Sponsoring-, PR-, Reportage- und unternehmensspezifische Auftragsfotografie für den Corporate-Sektor an. action press fotografiert Firmeneignisse, erstellt Management- und Mitarbeiterportraits, fotografiert Messen und Kongresse. Zum umfangreichen Dienstleistungsportfolio gehören bewegte Bilder, GIF-Animationen, virtuelle Touren und Corporate Marketing sowie professionelle Videoproduktionen und Drohnen-Fotografie.